# Gemma Cuervo Igartua
Gemma Cuervo Igartua (Barcelona, 22 de juliol de 1934) és una actriu espanyola de teatre, cinema i televisió. Va estar casada amb Fernando Guillén, amb qui va tenir tres fills: Fernando Guillén Cuervo, Natàlia Guillén Cuervo i Cayetana Guillén Cuervo. És coneguda pel públic sobretot per les seves intervencions a Estudio 1, Médico de familia, la Vicenta a Aquí no hay quien viva, i la María Teresa a La que se avecina. Va debutar com a actriu al Teatro Español Universitario i més tard va treballar en altres companyies de teatre i va formar una companyia amb el seu marit.

## Filmografia

### Teatre
| - Amor de don Perlimplín con Belisa en su jardín (1956) - Prisión de soledad (1957) - Las palmeras de plomo (1957) - El maniquí (1958) - No hay camino (1958) - La desconcertante señora Savage (1959) - Harvey (1959) - La visita de la vieja dama (1959) - Don Juan Tenorio (1959) - Sentencia de muerte (1960) - La alondra (1960) - El avaro (1960) - Julio César (Shakespeare) (1960) - Un soñador para un pueblo (1960) - La Orestiada (1960) - Enrique IV (1960) - Las Meninas (1961) - Otelo (1961) - Gog y Magog (1961) - En Flandes se ha puesto el sol (1961) - Dinero (1961) - Don Juan Tenorio (1961) - La dama del alba (1962) - El alcalde de Zalamea (1962) - La barca sin pescador (1963) - El pensamiento (1963) - El capitán veneno (1963) - La tercera palabra ] (1963-1964) - Alarma (1964) - Los palomos (1964) - Diálogos de la herejía (1964) - Tan alegre... tan extraño (1965) - Águila de blasón (1966) - Los siete infantes de Lara (1966) - Los papillon (1967) - A puerta cerrada (1967) - La puta respetuosa (1967) - El rehén (1968) - Cara de plata (1968) - La casa de las chivas (1968) - El castigo sin venganza (1968) | - El malentendido (1969) - El amante i La colección (1969) - La vida en un hilo (1971) - Todo en el jardín (1970) - Los secuestrados de Altona (1972) - Macbett (1973) - Diseño para mi vida (1974) - Los comuneros (1974) - María Estuardo (1975) - Diseño para mi vida (1975) - La Orestíada (1975) - Una vez al año (1976) - Julio César (1976) - Los hijos de Kennedy (1977) - Angelina o el honor de un brigadier (1978-1979) - Las planchadoras (1978) - Siempre no es toda la vida (1979) - El corto vuelo del gallo (1980) - Contradanza (1980) - El sombrero de tres picos (1981) - Casandra (1983) - La herida del tiempo (1984) - Paso a paso (1986) - Bodas de sangre (1986) - Rudens (1987) - Tres idiotas españolas (1987) - Las damas del jueves (1988) - Tríptico de los Pizarro (1990) - La noche del sábado (1991) - Las brujas de Barahona (1992) - Orinoco (1993) - Tres idiotas españolas (1993) - La importancia de llamarse Ernesto (1996) - Algún día trabajaremos juntas (1996) - El otro William (1997) - Algún día trabajaremos juntas (1999) - Los invasores del palacio (2000) - Sones de almendra amarga (2001) - ¡Hay motín, compañeras! (2002) - La Celestina (2011) |

### Cinema
Llargmetratges
| - El somni d'una nit de Sant Joan (El sueño de una noche de San Juan) (2005) - La mirada violeta (2004) - Pacto de brujas (2003) - Me llamo Sara (1999) - ¡Qué vecinos tan animales! (1998) - Best-Seller: El premio (1996) - Amor y deditos del pie (1993) - Boom boom (1990) - La boda del señor cura (1979) - Tres en raya (1979) - Dos hombres y, en medio, dos mujeres (1977) - Adulterio a la española (1976) - Secuestro (1976) - El adúltero (1975) - Odio a mi cuerpo (1974) | - Señora doctor (1973) - Las colocadas (1972) - Historia de una chica sola (1972) - La primera entrega (1971) - Vente a Alemania, Pepe (1971) - Miguel Pro (1971) - Los chicos del Preu (1967) - Camerino sin biombo (1967) - Operación Silencio (1966) - La dama de Beirut (1965) - El mundo sigue (1965) - ¿Por qué seguir matando? (1965) - Vivir al sol (1965) - El escándalo (1964) - La vida es maravillosa (1956) |

Curtmetratges
- A las que duermen (2009)
- Íntimos (2005)
- Si lo sé no vengo (a mi propio entierro) (1999)
- Partenaire (1978)
- Conozca usted España: albergues y paradores (1965)

### Televisió
| - Teatro de familia (1963) - Historias de mi barrio (1964) - Gran teatro (1963-1965) - Primera fila (1963 i 1965) - Novela (1963-1973) - Historias para no dormir (1966) - Diego Acevedo (1966) - Tiempo y hora(1966) - Tengo un libro en las manos(1966) - Por los caminos de España (1966) - Telecomedia de humor(1967) - Los encuentros (1967) | - Teatro de siempre (1967) - Estudio 1 (1967-1979) - Historias naturales (1967) - Detrás del telón (1968) - El teatro (1975) - El actor y sus personajes (1983) - Segunda enseñanza (1986) - Médico de familia (1995-1995) - Aquí no hay quien viva (2003-2006) - A tortas con la vida (2005) - Planta 25 (2007) - La que se avecina (2007-2010) - Museo Coconut (2014) |

## Premis i nominacions[3]
| Any         | Premi                                 | Categoria                                  | Títol                  | Resultat   |
| ----------- | ------------------------------------- | ------------------------------------------ | ---------------------- | ---------- |
| 1967        | Premis Ondas                          | Nacionals de televisió: Millor actriu      |                        | Guanyadora |
| 2005        | Premis de la Unió de Actors (Espanya) | Millor actriu de repartiment de televisió  | Aquí no hay quien viva | Nominada   |
| 2005        | Premi Júbilo                          | Compartit amb Mariví Bilbao i Emma Penella | Aquí no hay quien viva | Guanyadora |
| 1977 i 1980 | Premis Mayte de Teatro                |                                            |                        | Nominada   |